# Oxenfree
Oxenfree — сверхъестественная графическая приключенческая игра-мистерия 2016 года, разработанная и опубликованная Night School Studio.
Игра была выпущена на Microsoft Windows, OS X и Xbox One 15 января 2016 года; на PlayStation 4 и Linux позднее в 2016 году и на iOS, Android и Nintendo Switch в 2017 году.
В Oxenfree игрок управляет девушкой-подростком Алекс, прибывшей со своими приятелями на выходные на безлюдный морской остров рядом с их городом. Вскоре начинают происходить сверхъестественные события, вынуждающие героев начать распутывать секреты острова.
Oxenfree — это первая игра Night School Studio. Вдохновлённые классическими подростковыми фильмами и историями взросления, разработчики хотели создать движимую историей игру, в которой бы не было кат-сцен и игроку бы позволялось свободно исследовать мир.
Игра получила в основном положительные отзывы. В 2023 году был выпущен сиквел Oxenfree II: Lost Signals.

## Игровой процесс
Oxenfree — графическая приключенческая игра, наблюдаемая с 2,5D-перспективы. Игрок управляет протагонистом Алекс, девушкой-подростком, посетившей местный остров с группой приятелей. После того как они случайно дают ход сверхъестественным событиям, Алекс и компания пытаются выбраться с острова, для чего им приходится разобраться что же на самом деле происходит и как это остановить.
Основой геймплея Oxenfree являются хождение и разговоры. Вместо привычного для приключенческих игр отображения диалогов, вокруг головы Алекс появляются две или три выноски, как в комиксах, с разными вариантами ответов. При этом Алекс остаётся способна передвигаться и взаимодействовать с окружающим миром. Игрок может выбрать вариант ответа в любое время в течение беседы, предпочтя чтобы Алекс дала договорить другим персонажам, перебила их или осталась молчаливой. Определённые ответы могут вызвать появление над одним из персонажей изображения головы другого в «мыслительной» выноске, что сигнализирует о том, что данный разговор повлияет на их отношения. Выбранные варианты ответа предопределяют получение одной из концовок.
Объекты, с которыми можно взаимодействовать, помечаются в игре кружочком. Важной частью игры является карманное радио Алекс, которое выполняет функции от открывания дверей до коммуникации с потусторонними существами. Другим способом взаимодействия с миром игры выступает перемотка старинных катушечных магнитофонов. В Oxenfree нет состояния «game over».

## Сюжет
В Камене в штате Орегон 17-летняя Алекс приезжает на остров Эдвардс, чтобы посетить ежегодную молодёжную вечеринку на тамошнем пляже Бикон-Бич. В прошлом остров был военной базой, устроенной с целью охраны близлежайшей бухты, но сама база теперь закрыта и заброшена, а пристань острова превращена в туристический центр, где находится памятник, посвящённый трагедии — во время Второй Мировой войны 25 октября 1943 года у берегов острова японская подлодка «Токисада» потопила американскую ядерную подлодку «Каналоа», на борту которой было 97 человек. Когда Алекс и её новоиспечённый сводный брат Джонас приезжают, то обнаруживают, что, кроме них, приехали только старый друг Алекс Рен, девушка её утонувшего в прошлом году брата Майкла Кларисса, а также лучшая подруга Клариссы и тайная любовь Рена Нона. Кларисса не скрывает своей неприязни к Алекс, потому что считает её косвенно виновной в смерти Майкла: тот собирался уехать учиться в университете, но Алекс было так тяжело с ним расставаться, что он предложил на прощание поплавать вместе и в итоге утонул.
Рен рассказывает, что единственная постоянная жительница острова Мегги Адлер недавно умерла и, таким образом, на острове кроме них никого быть не должно (все остальные люди, работающие на острове, живут на материке). Посидев у костра, Алекс, Рен и Джонас идут посмотреть на близлежащие пещеры, где, по слухам, если настроить радио на определённую частоту, проявляется сверхъестественная активность. Настраивая радио, Алекс случайно создаёт пространственно-временной разрыв, из которого отвечают голоса, после чего ребята оказываются разбросаны по острову.
Алекс и Джонас приходят в себя перед радиобашней, откуда им удаётся поговорить с Реном, очнувшимся в лесу, и Клариссой, очутившейся на заброшенном военном форте. Связаться с большой землёй не удаётся. В поисках Рена и Клариссы Алекс и Джонас сталкиваются со сверхъестественными явлениями, включая временные петли, расставленные повсюду посторонние для этой местности объекты и двойника Алекс в отражении в воде. Выйти из временной петли удаётся посредством перемотки катушечного магнитофона. В лесу ребята встречают Нону, которая утверждает, что встречала их двойников. Затем они находят Рена, который оказывается одержим некими призраками. Вернуть его в нормальное состояние получается при помощи настройки радио. Нона и Рен отправляются на башню.
Пробравшись в форт за Клариссой Алекс и Джонас выясняют, что призраки — это экипаж затонувшей «Каналоа». Они находят Клариссу, но та выпрыгивает из окна, разбивается и исчезает. Собравшись на радиобашне, Алекс, Джонас, Нона и Рен решают пробраться в дом Мегги Адлер, чтобы воспользоваться её моторной лодкой. Там в поисках ключей они натыкаются на одержимую Клариссу. Из общения с призраками и по разбросанным по острову письмам Адлер удаётся выяснить, что тогда в 1943 году Адлер, которая служила связисткой, получила от «Каналоа» искажённую радиопередачу, которую посчитала попыткой противника заглушить их радары. В соответствии с инструкциями она послала ближайшим кораблям сообщение о наличие противника в указанном месте, из-за чего «Каналоа» подверглась «дружественному огню». Вскоре Адлер удалось расшифровать тот самый сигнал и она с ужасом поняла, кого именно потопили, но военное руководство в итоге решило скрыть правду про катастрофу. В 1951 году радиоаппаратура форта начала ловить странные неразборчивые сигналы, но Адлер, расшифровав их, поняла, что это сообщения от «Каналоа». Вместе со своей подругой и коллегой Анной Ши она выяснила, что люди на её борту не утонули — из-за взрыва реактора на борту они оказались навечно вышвырнуты в изгиб пространства-времени. В 1952 году Мегги и Анна пытались общаться с экипажем по радио, пока Анна не была затянута в разлом.
В доме Адлер ребята узнают, что та пыталась исправить временной разлом, для чего им снова нужно попасть в пещеру. Однако, Кларисса вновь оказывается одержима и пропадает. Алекс и Джонас отправляются открыть вход в бомбоубежище, чтобы через него пройти в пещеру, так как старый вход завален. По дороге с ними вновь происходят странные события, в том числе Алекс оказывается в сцене из прошлого, когда она была на берегу вместе с братом. Потеряв по дороге Джонаса, Алекс попадает в бомбоубежище, а через него в пещеру, где настраивает радио на разлом и оказывается в пустоте. Там ей предоставляется выбор пожертвовать себя или Клариссу, также она может убедить подводников отпустить их обеих. Затем Алекс переносится в прошлое, где Майкл обсуждает с ней свой отъезд в университет: Алекс может сказать, что либо отпускает его, либо просит остаться.
Она приходит в себя на пароме на следующий день, когда компания возвращается домой. Если Алекс просила Майкла остаться, то она обнаруживает, что создала новый временной поток, в котором Майкл не погиб и провёл вместе с ними ночь на острове, в то время как присутствующий здесь Джонас является теперь парнем Алекс. Если Алекс сказала Майклу, что отпускает его, то он погиб и временной поток остался прежним. Во втором случае ребятам кажется, что действия Алекс исправили проблему (в первом случае подразумевается, что ничего из событий на острове в этой временной ветке не было). В конце Алекс рассказывает о судьбе ребят, зависящей от действий игрока в ходе прохождения, но вдруг происходит искажение экрана, и Алекс говорит, что она собирается с приятелями на остров Эдвардс — она всё ещё в петле. Эта концовка является каноничной в отношении сиквела.
Если начать играть в New Game Plus, то у героев периодически будет наблюдаться чувство дежавю, а у Алекс появляется возможность отправить себе сообщение «в прошлое», и тогда в конце игры показывается сцена, где ещё перед посадкой на паром Алекс, Джонас и Рен могут решить отказаться от поездки на остров, что является лучшей концовкой.
В соответствии с сиквелом, каноничной концовкой является та, где Алекс спасает всех друзей, но не изменяет прошлое Майкла.

## Разработка
Двоюродные братья Шон Кранкель, работающий изначально в Disney, и Адам Хайнс, который только начал свою работу в Telltale, давно мечтали поработать над совместным уникальным проектом.
Основная идея игры заключена в ветвящимся повествовании в стиле Telltale, с выбором и последствиями этого выбора, где геймплей и возможность передвижения не должны прерываться кат-сценами. Сделать общение ключевой механикой игры, но при этом предоставить больше свободы, чем в других играх, ориентированных на сюжет. Как могла бы выглядеть подобная игра, как это реализовать, имея лишь небольшую команду— такими вопросами задавались братья. Они созванивались по телефону и проводили мозговой штурм, раз в неделю или около того, просто болтая.
Примерно в это время Disney проводит крупное сокращение сотрудников Disney Mobile, занимающейся разработкой мобильных приложений и контента, из-за большего количества неудачных проектов. Под сокращение попадает и Шон Кранкель. Понимая, что время действовать или отложить создание игры, и идей с ней связанных, куда подальше, вместе с двоюродным братом они основывают Night School Studio в 2014 году. Таким образом, катарсические телефонные звонки после работы переросли в реальные амбиции.
Шон набирает людей в команду, которые подошли бы по его мнению для работы в небольшом коллективе. Так, если не считать подрядчиков, то в команде было пять человек: Шон и Адам, ведущий инженер Брайант Кэннон, ведущий художник Хизер Гросс и композитор Эндрю Рорманн. В начале, вместо того, чтобы разрабатывать игровой процесс и присоединять к нему историю, Night School Studio сосредоточилась на разработке игрового процесса, на которую опиралась бы история, которую они хотели рассказать. Первые наработки появились очень быстро, буквально, через несколько месяцев. "За те три месяца, что у меня не было работы, я собрал достаточно денег у некоторых людей, с которыми я работал в мире маркетинга, чтобы собрать около пяти человек для создания игры в течение 18 месяцев. И в этом действительно коротком промежутке времени мы создали очень простой прототип персонажа, с возможностью ходить и тремя вариантами возможных реплик во время диалога с другими персонажами, всплывающими над его головой, и это оказало очень хорошее последующее влияние " — Шон Кранкель.
Когда каркас игры, был разработан, на него можно было опереться. Не история будет требовать развитие и доработку геймплея, а геймплей будет языком, с помощью которого рассказывают историю. «Что сделало некоторые предварительные работы настолько успешными, так это то, что история и дизайн настолько переплетены, что мы не просто сначала придумали историю, а затем впихнули ее в дизайн, который мог не так хорошо отработать». — снова Шон Кранкель.
Поскольку команда была небольшой, Хайнс и Кранкель должны были наметить рамки игры, которые были бы управляемыми. Это означало, что ветвящиеся диалоговые деревья, возможных вариантов разговора никогда не становились слишком обширными. Это повлияло и на будущие решения. Были идеи добавить суперспособности персонажам, например, возможность останавливать время и так далее, это выглядело заманчиво, но не помогало рассказать историю, поэтому от подобных вариантов было нужным и необходимым отказываться.
Разрабатывая историю, Кранкель и Хайнс сначала обратились к массовой культуре, примерам в ней, которые их вдохновляли. Они хотели, чтобы в истории были страшные и сверхъестественные элементы, не граничащие с ужасом. Кранкель сказал: «Мы хотели сделать что-то немного большее… и как бы придать этому ощущение чуда, какое-то время вы просто будете взаимодействовать с сверхъестественными существами, принимать это немного забавным, и, надеясь, что у вас будут бабочки в животе, прежде чем это станет по-настоящему сумасшедшим». На разработчиков повлияли истории о подростком возрасте, такие как фильм «Останься со мной», при разработке персонажей и сюжета; Кранкель привел персонажа Линдси Вейр из телесериала «Хулиганы и ботаны» как самое большое внешнее влияние на характер персонажа Алекса.
Конечно всё шло не супер гладко, Oxenfree сталкивалась со сложностями выбранного стиля повествования. У них не было возможности использовать эффекты из кино, как приближение камеры. Нужно было сосредоточиться на диалогах и раскрыть их полностью. По итогу у Night School Studio получилось 1500 страниц текста. Серьезной проблемой стала нелинейность игры, которая не позволяла чётко зацепиться и удержать в голове главную идею произведения. А ещё 1500 страниц текста нужно было озвучить.
Студия организовала кастинг для актеров озвучки в журнале Backstage. Команда создала субтитры-заполнители в игре до подбора актеров и записи реплик. Ведущий инженер Брайант Кэннон вспоминал, что без голосов он не был уверен, будет ли в игру весело играть; после добавления голосов он мог видеть в персонажах реально существующих личностей, ведущих живые беседы. Адам Хайнс руководил сеансами записи, что позволяло ему немедленно изменять и менять диалоги, если он чувствовал, что они не работают, когда их озвучивают актеры. Все актеры озвучивали свои реплики отдельно и не по порядку, их разговоры в игре были объединены во время постпродакшена.
Что касается инструментов разработки, Oxenfree была разработана в основном с использованием игрового движка Unity, Adobe Photoshop и Autodesk Maya. Художественное оформлением занималась Хизер Гросс, которая черпала вдохновение из собственного воспитания — наряд Алексы это вещи, которые Гросс сама носила в детстве. Night School Studio задумывала сцену игры как место, где будут одновременно находиться несколько героев, диалоговые пузыри и окружающей среда, которую можно будет исследовать. Это напрямую повлияло на двумерный внешний вид игры и расстояние от персонажей игрока на экране. Работая с этими требованиями, Гросс создала параллаксные живописные фоны. Темные, органические элементы декорации были разработаны в противовес сверхъестественным элементам, которые являются яркими и геометрическими. Анимация, графика и эффекты, необходимые для основных сюжетных разработок игры, заняли больше времени, чем ожидали Хайнс и Кранкель, но они обнаружили, что это помогло организовать их историю в процессе разработки.

## Награды и критика
| Сводный рейтинг    | Сводный рейтинг                           |
| Агрегатор          | Оценка                                    |
| ------------------ | ----------------------------------------- |
| GameRankings       | (PC) 81,89 % (XONE) 79,18 % (PS4) 79,18 % |
| Metacritic         | (PC) 80/100 (PS4) 79/100 (XONE) 78/100    |
| Иноязычные издания |                                           |
| Издание            | Оценка                                    |
| Destructoid        | 9/10                                      |
| EGM                | 7,5/10                                    |
| Game Informer      | 7,75/10                                   |
| GameRevolution     | [ 18 ]                                    |
| GameSpot           | 8/10                                      |
| IGN                | 8,2/10                                    |
| PC Gamer (US)      | 83/100                                    |
| Polygon            | 7/10                                      |
| VideoGamer         | 8/10                                      |

| Премия                                 | Категория                                | Результат |        |
| -------------------------------------- | ---------------------------------------- | --------- | ------ |
| Independent Games Festival Awards 2016 | Совершенство в изобразительном искусстве | Победа    | [ 22 ] |
| Unity Awards 2016                      | Лучшее 2D-изображение                    | Номинация | [ 23 ] |
| Golden Joystick Awards 2016            | Лучшее повествование                     | Номинация | [ 24 ] |
| Golden Joystick Awards 2016            | Лучшая инди-игра                         | Номинация | [ 24 ] |
| The Game Awards 2016                   | Лучшее повествование                     | Номинация | [ 25 ] |

Летом 2018 года, благодаря уязвимости в защите Steam Web API, стало известно, что точное количество пользователей сервиса Steam, которые играли в игру хотя бы один раз, составляет 280 771 человек.